# Häfen in Frankfurt am Main

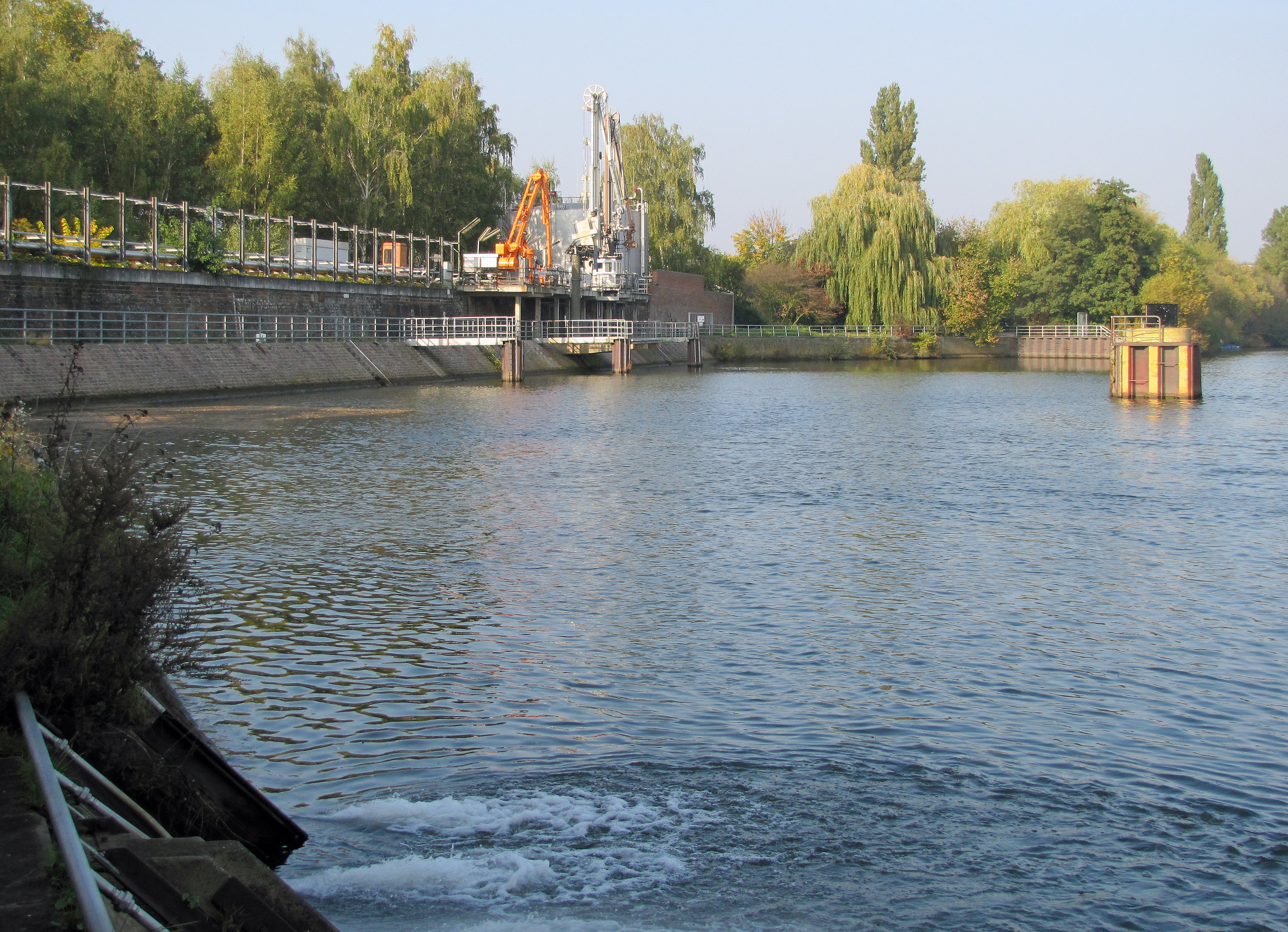
AllessaChemie, Mainkur

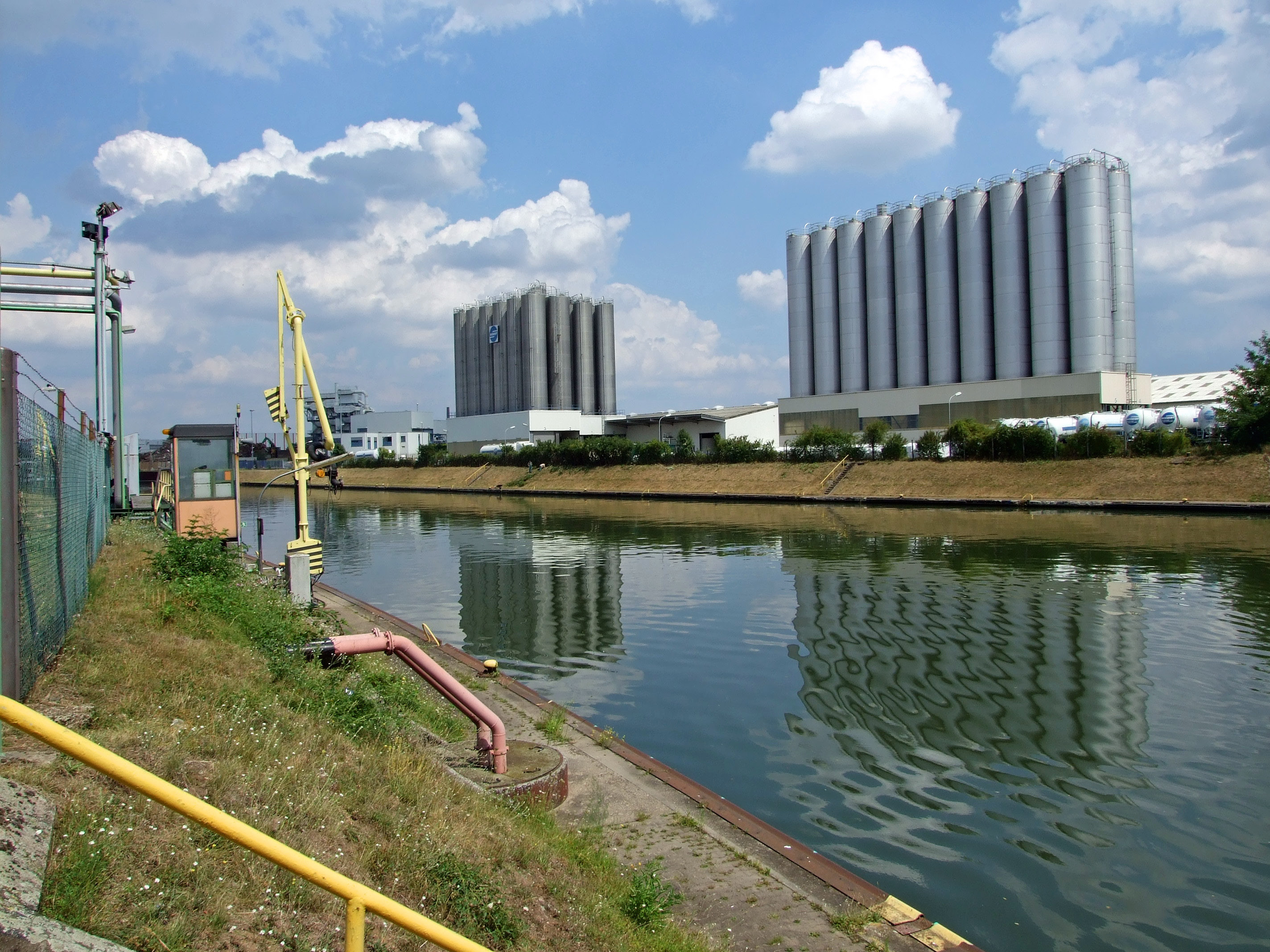
Becken II am Oberhafen

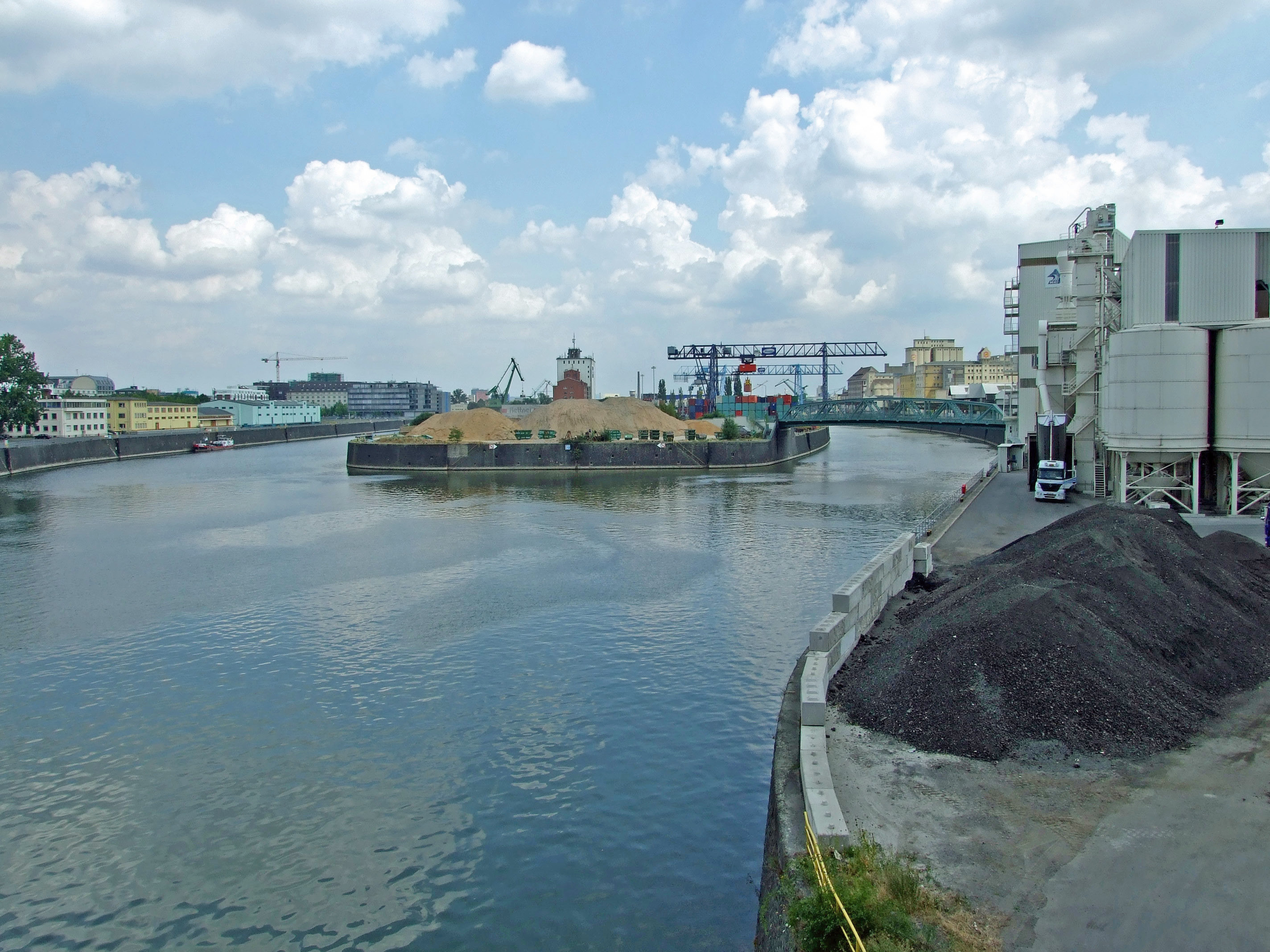
Unterhafen, Vorhafen und Hafenbecken Nord (links) und Süd (rechts)

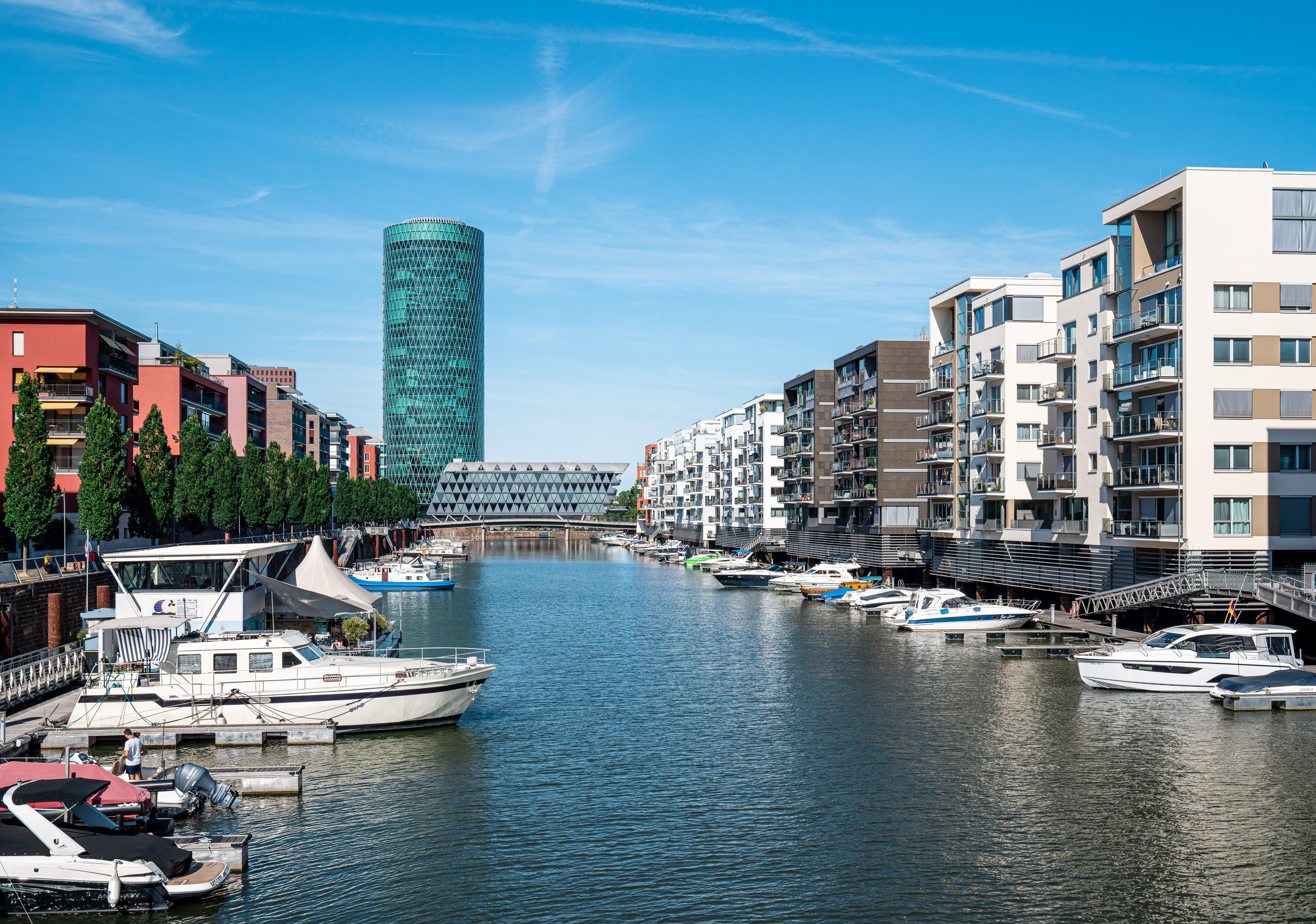
Westhafen mit Wohnhäusern und Westhafen Tower

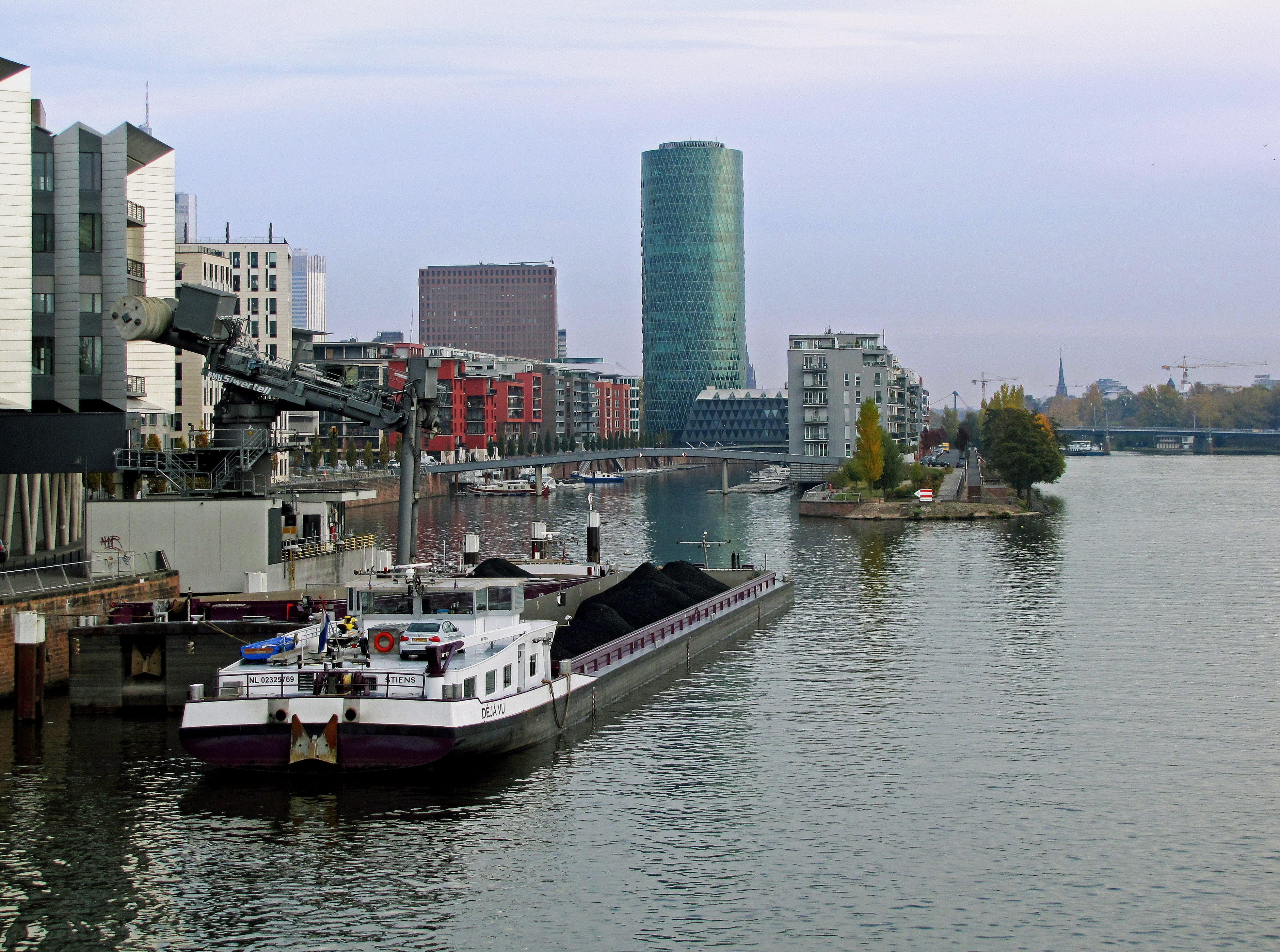
Schiffsanleger des Kraftwerk West

In Frankfurt am Main gibt es mehrere Binnenhäfen, die zum Teil durch ihre zentrale Lage im Stadtgebiet und durch die Attraktivität des Mains als Stadtraum zu neuen Wohnquartieren umgenutzt werden.
In Fließrichtung sind dies:
- Der Hafen Mainkur (ehemaliger Cassella-Hafen) im Industriegebiet Fechenheim mit nur einem kleinen Hafenbecken wird gelegentlich noch zur Versorgung der Betriebe im Industriepark Cassella genutzt.

- Der Osthafen ist der größte Hafen Frankfurts und fast vollständig ausgelastet. Er besteht aus dem Oberhafen und dem Unterhafen, die durch die Staustufe Offenbach voneinander getrennt werden. Der Oberhafen hat zwei Hafenbecken, die unmittelbar in den Main münden, und ist durch die Hafenbahn und die nahe Autobahn A 661 landseitig sehr gut erreichbar. Ein geplantes drittes, östliches Hafenbecken wurde niemals gebaut. Der Unterhafen hat die Form einer Stimmgabel mit einem Vorbecken, das sich in zwei weitere Hafenbecken teilt. Eine geplante Erweiterung des Nordbeckens wurde zwar ausgehoben, aber nie mit dem Becken verbunden. Die Grube füllte sich mit Grundwasser und bildet heute den Schwedlersee. Über das Vorbecken führt die Honsellbrücke, über das Südbecken die Schmickbrücke.

- Der Mainkai, das Altstädter Mainufer, war der älteste Hafen der Stadt. Er ist heute eine Uferpromenade. Seine Verlängerung nach Westen bis zur Main-Neckar-Brücke ist der Untermainkai. Unterhalb der Kaimauer lag bis ins 19. Jahrhundert ein schmaler Nebenarm des Mains, der Kleine Main, mit einer vorgelagerten Insel, der Mainlust. Der Kleine Main wurde 1859 zugeschüttet. Auf dem Gelände entstand eine Grünanlage, das Nizza. Das hier liegende Gleis der Verbindungsbahn dient heute mehr touristischen Fahrten der Historischen Eisenbahn Frankfurt als dem Güterverkehr. Namen wie Antwerpener Werft, Nizzawerft, Leonhardswerft, Fahrtorwerft und Weseler Werft erinnern an die frühere Nutzung als Hafenanlage ebenso wie ein historischer Ladekran gegenüber dem Städel. Am Eisernen Steg gibt es noch einen Anleger für Ausflugsschiffe; mainabwärts bis zum Holbeinsteg legen zur Messezeit auch Hotelschiffe an.

- Der Schaumainkai, die Sachsenhäuser Mainseite, ist heute eher ein Synonym für das Museumsufer. Während die Museen auf dem Hochufer stehen, ist der Tiefkai eine Grünanlage und einer der attraktivsten Aufenthaltsorte der Stadt. Auch hier gibt es noch Bezeichnungen aus der Zeit als Hafennutzung, wie Schifferwerft, Dreikönigswerft, Deutschherrnwerft oder Schlachthofwerft.

- Der Westhafen im Gutleutviertel wurde zu einem innerstädtischen Wohnviertel umgebaut. Das Hafenbecken blieb erhalten, wurde mit zwei Stegen überbrückt und dient als Yachthafen. Das benachbarte Heizkraftwerk West erhält nach wie vor Steinkohle per Schiff über eine eigene Anlegestelle.

- Der Kohlehafen wurde gegenüber des Westhafens zeitgleich mit ihm errichtet und bestand von etwa 1886 bis 1912. In ihm wurden Kohle und Petroleum umgeschlagen und gelagert, bis er zugunsten des neuen Osthafens aufgegeben wurde.

- Der Flusshafen Gutleuthof mainabwärts des Kraftwerks ist noch in Betrieb und hat einen Gleisanschluss an die Hafenbahn.

- Die Ladestelle am ehemaligen Industriepark Griesheim wird nur noch selten genutzt.

- Der Höchster Hafen unterhalb der Höchster Altstadt wurde 1982 stillgelegt. Ein Portalkran aus den 1950er Jahren (in Höhe der ehemaligen Mainkraftwerke) sowie ein weiteres Exemplar aus dem 19. Jh. an der Niddamündung erinnern an diese Nutzung.

- Im Industriepark Höchst befinden sich am nördlichen Ufer sechs Steiger zur Abfertigung von Tankschiffen. Zwischen mittlerer Werksbrücke und Leunabrücke erstreckt sich eine mehrere hundert Meter lange Kaimauer, an der ebenfalls Schiffe anlegen können. Hier wird hauptsächlich Kraftwerkskohle für das Heizkraftwerk des Industrieparks gelöscht. Auf der Südseite gibt es ein 450 Meter langes Hafenbecken, in dem mehrere Schiffe gleichzeitig liegen können. Es dient hauptsächlich der Anlieferung von Steinsalz für die Chlor-Alkali-Elektrolyse sowie dem Containerumschlag für den Rhein-Main Container Port.

Der Güterumschlag in den Frankfurter Häfen schwankt konjunkturabhängig, ist insgesamt aber leicht rückläufig. 1997 wurden in allen Frankfurter Häfen zusammen 8.439 Schiffe abgefertigt und dabei ca. 4,9 Millionen Tonnen Güter umgeschlagen. Bis 2006 sanken die Zahlen auf 5516 Schiffe mit ca. 3,5 Millionen Tonnen Güterumschlag. Eine wesentliche Rolle spielt dabei der Rückgang bei den Massengütern wie Kohle, Kies und Schrott. Eine bedeutende Rolle spielt dagegen der Containerumschlag. 2015 wurden in allen Frankfurter Häfen 4,3 Mio. Tonnen Güter und 64.794 Container umgeschlagen.
Auf die städtischen Häfen entfielen 2008 1917 Schiffe mit 2,38 Millionen Tonnen, darunter 42.652 Containereinheiten. 2011 waren es 1745 Schiffe mit 2,0 Millionen Tonnen, darunter 28.495 Container. 2015 wurden 2113 Schiffe abgefertigt mit einem Umschlag von 2.569.287 Tonnen, darunter 37.335 Container.
Im Industriepark Höchst werden ca. 1200 Schiffe mit ca. 1,9 Millionen Tonnen, darunter 32.000 Container, umgeschlagen.